# Grevillea speciosa
Grevillea speciosa é uma espécie de planta com flores da família Proteaceae, endêmica da Costa Central de Nova Gales do Sul, na Austrália. Trata-se de um arbusto ereto com folhas elípticas a ovadas ou quase circulares e inflorescências esféricas, voltadas para baixo, compostas por flores vermelhas.

## Descrição
A Grevillea speciosa é um arbusto ereto que geralmente cresce entre 0,4 e 3 m de altura, com ramos cobertos por pelos sedosos a desgrenhados. Suas folhas têm formato elíptico a ovado, com a extremidade mais estreita voltada para a base, ou são quase circulares, medindo em sua maioria de 10 a 40 mm de comprimento e de 4 a 12 mm de largura, com as bordas recurvadas para baixo. A superfície inferior das folhas é sedosa a suavemente peluda. As flores se organizam em inflorescências grandes, voltadas para baixo, com formato de domo a esférico, de 20 a 40 mm de comprimento. São predominantemente vermelhas, raramente rosadas ou, em casos muito raros, de cor creme. O pistilo mede de 25 a 35 mm de comprimento, com o estilete suavemente curvado. A floração ocorre principalmente entre julho e outubro, e o fruto é um folículo elíptico a estreitamente oval, com 12 a 20 mm de comprimento.
Pode ser distinguido da semelhante Grevillea oleoides [en] principalmente por suas folhas mais curtas e ovadas.

## Taxonomia
A espécie foi descrita formalmente em 1809 por Joseph Knight [en], que a nomeou Lysanthe speciosa em sua obra On the cultivation of the plants belonging to the natural order of Proteeae [en]. Em 1975, Donald McGillivray [en] transferiu-a para o gênero Grevillea, como Grevillea speciosa, em um artigo publicado no periódico Telopea [en].
O epíteto específico (speciosa) vem do latim speciosus, que significa "vistoso" ou "exuberante".

## Distribuição e habitat
A Grevillea speciosa cresce em cumes e encostas em charnecas úmidas, bosques baixos e florestas com solo arenoso, nas regiões de Gosford, Kulnura [en] e Bucketty [en] até logo ao sul da Baía de Sydney, na costa central de Nova Gales do Sul.

## Estado de conservação
A Grevillea speciosa é classificada como quase ameaçado na Lista Vermelha da IUCN. Estima-se que sua população varie entre 30.000 e 50.000 indivíduos maduros, com provável declínio devido ao aumento da urbanização, que causa perda de habitat, além da competição com plantas invasoras e do aumento na frequência e intensidade de incêndios.

## Uso na horticultura
Essa espécie está disponível em muitos viveiros e é cultivada por suas flores brilhantes, geralmente vermelhas. Existem formas de flores rosadas, possivelmente resultantes de hibridização com outras grevíleas.
Adapta-se a uma ampla variedade de climas e pode ser cultivada em ambientes costeiros ou interiores. Desenvolve-se melhor em locais de sol pleno ou meia-sombra, em solos arenosos ou argilosos, ácidos ou neutros, bem drenados, mas não excessivamente secos.